# Camponotus leae
Camponotus leae är en myrart som beskrevs av Wheeler 1915. Camponotus leae ingår i släktet hästmyror, och familjen myror. Inga underarter finns listade.